# Jean-Baptiste Isabey

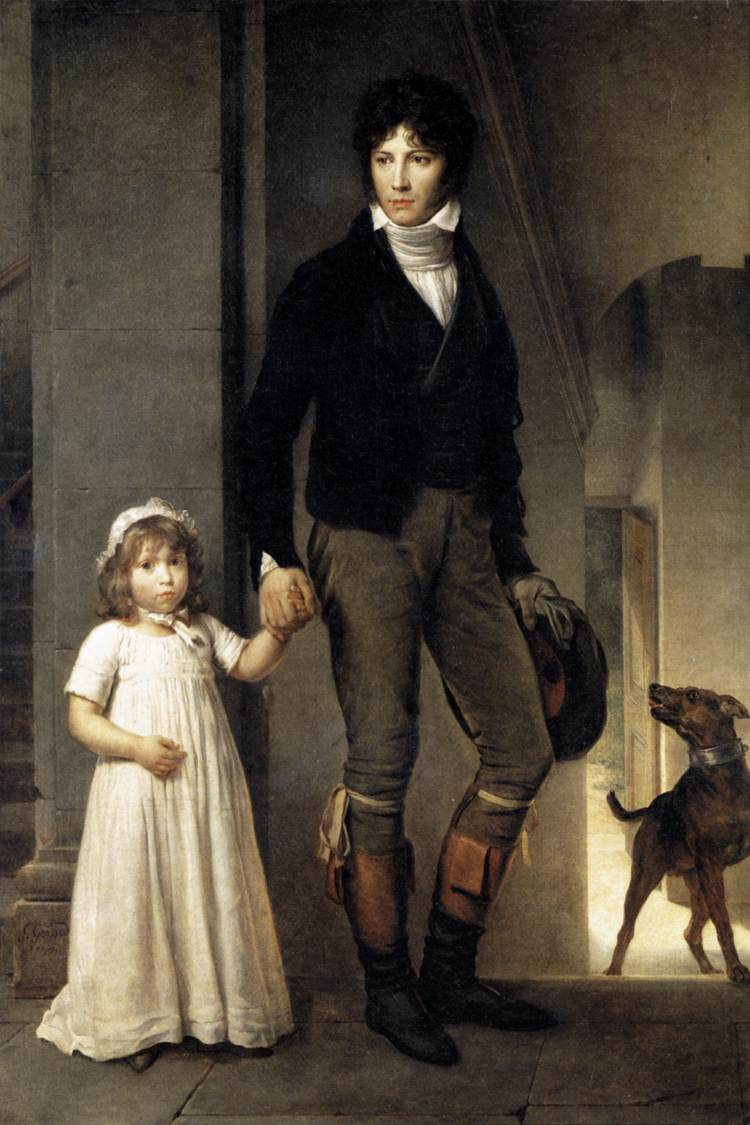
François Pascal Simon, Baron Gérard: Isabey mit seiner Tochter, Öl auf Leinwand, 1795

Jean-Baptiste Isabey (* 11. April 1767 in Nancy, Département Meurthe-et-Moselle; † 18. April 1855 in Paris) war ein französischer Miniaturmaler.

## Leben
Isabey war der jüngere Sohn des Kolonialwarenhändlers Jacques Isabey (1721–1789) und dessen Ehefrau Marie Françoise Poirel (1732–1792). Sein älterer Bruder, der Geiger Louis Isabey (1766–1813), war längere Zeit am Hof von Zar Alexander I. beschäftigt. Ihre ältere Schwester heiratete 1813 in Paris den Bildhauer François-Frédéric Lemot (1772–1827).
Ersten künstlerischen Unterricht bekam Isabey in seiner Heimatstadt in den Werkstätten Jean Girardet (Historienmalerei) und Jean-Baptiste Claudot (Landschaftsmalerei). Mit deren Unterstützung kam er 1784 nach Paris, wo er an der Académie royale de peinture et de sculpture aufgenommen wurde, meistenteils wurde er dort von Jacques-Louis David unterrichtet. Nach Abschluss seiner Ausbildung machte er sich als Miniaturmaler und Zeichner selbstständig und bekam erste größere Aufträge vom französischen Hof in Versailles (→Ludwig XVI.).
Von Beginn der Revolution 1789 stand Isabey den Jakobinern nahe. Nach dem Massaker auf dem Marsfeld im Sommer 1791 zog sich Isabey ins Privatleben zurück. Am 15. August desselben Jahres heiratete er in Paris Justine Laurice de Salienne (1765–1829), mit der er vier Kinder hatte. Darunter Alexandrine (1791–1871), die später den Maler Pierre-Luc-Charles Cicéri (1782–1868) heiratete und Eugène (1804–1886), der später ebenfalls Maler wurde.
Erst einige Jahre nach der Terrorherrschaft übernahm Isabey 1796 wieder ein öffentliches Amt: die Leitung der Zeichenklasse eines Mädchenpensionats. Zu seinen Schülerinnen zählte u. a. Hortense de Beauharnais, die Stieftochter Napoleons, der ihn nach seiner Krönung zum Hofmaler ernannte. Isabey gestaltete 1804 die Ausstattung in der Kathedrale Notre-Dame de Paris und fertigte Zeichnungen für die offizielle Gedenkpublikation zu diesem Ereignis an.
Bis zum Ende der Herrschaft der Hundert Tage und der Schlacht bei Waterloo 1815 war Isabey ein großer Verehrer Napoleons. Danach diente er sich König Ludwig XVIII. (→Haus Bourbon) an, den er wie dessen Nachfolger Karl X. und Louis-Philippe I. in seinen Bildern darstellte.
Isabeys Ehefrau Justine starb am 11. März 1829 und bereits fünf Monate später heiratete Isabey in zweiter Ehe seine Schülerin Eugènie Rose Maystre (1794–1857), mit der er zwei Kinder hatte: Henri (1830–1834) und Henriette (1837–1881). Jean-Baptiste Isabey starb am 18. April 1855 in Paris und fand seine letzte Ruhestätte auf dem Friedhof Père-Lachaise (Division 20).

## Rezeption
Isabey zählt zu den herausragenden Miniaturmalern seiner Zeit. Neben den französischen Königen porträtierte Isabey nahezu alle Herrscher Europas seiner Zeit. Ab 1805 widmete er sich mit großem künstlerischen wie auch finanziellen Erfolg der Estampe-Malerei.
Als ein Meisterwerk der Malerei auf Porzellan gilt eine Platte nach einer Zeichnung von Charles Percier, die in der Mitte Napoleon I. im Ornat und um ihn herum die Büsten der Marschalle und Generäle von Frankreich, welche 1805 seine Heere kommandierten, darstellt. Auch die auf dem Wiener Kongress anwesenden Fürsten und Minister wurden von Isabey in einem Bild dargestellt. Zu nennen ist zudem sein lithografisches Werk Voyage pittoresque et romantique dans l'ancienne France.

## Ehrungen
- Der Maler Louis-Léopold Boilly schuf 1798 das Gemälde „Réunion d’artistes dans l’atelier d’Isabey“, heute zu sehen im Louvre.
- Christusorden
- Leopoldsorden (überreicht von Leopold I.)
- 1853 Commandeur der Ehrenlegion (veranlasst von Napoleon III.)

## Schüler (Auswahl)
| - Henri Benner (1776–1818) - Adolphe Delattre (1805–1854) - Auguste Garneray (1785–1824) | - Marie-Éléonore Godefroy (1778–1849) - Eugène Isabey (1804–1886) - Marie-Marguerite Jaser (1782–1873) | - Eugénie Maystre Isabey (1794–1886) - Wilhelm Unger (1775–1855) - Arnold Wallick (1779–1845) |

## Galerie

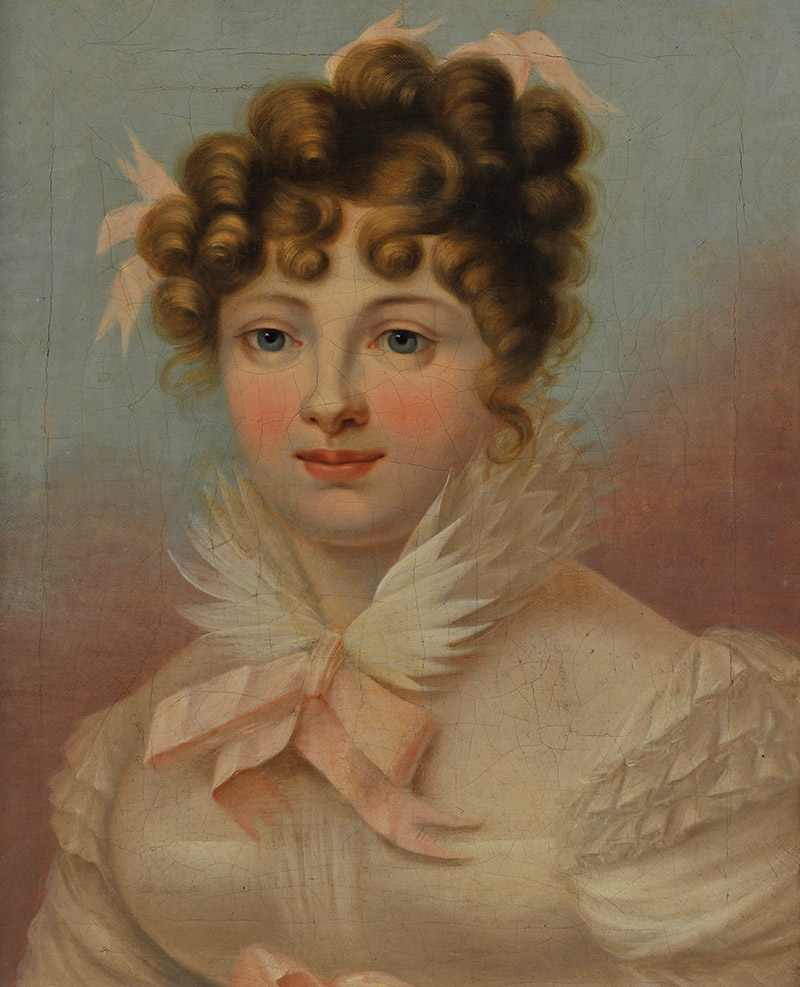
Porträt der Zarentochter Katharina Pawlowna
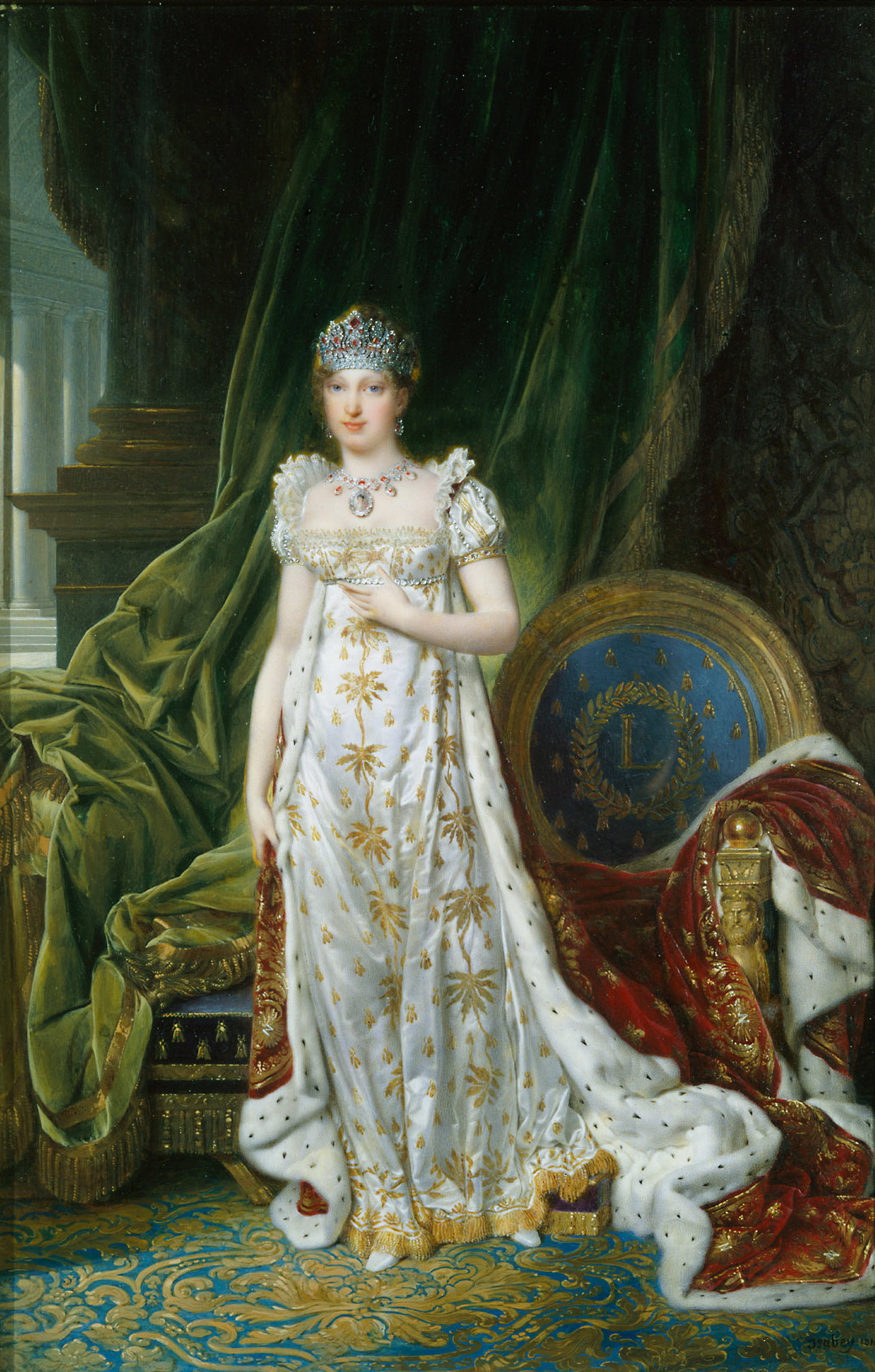
Marie-Louise von Österreich (1810)
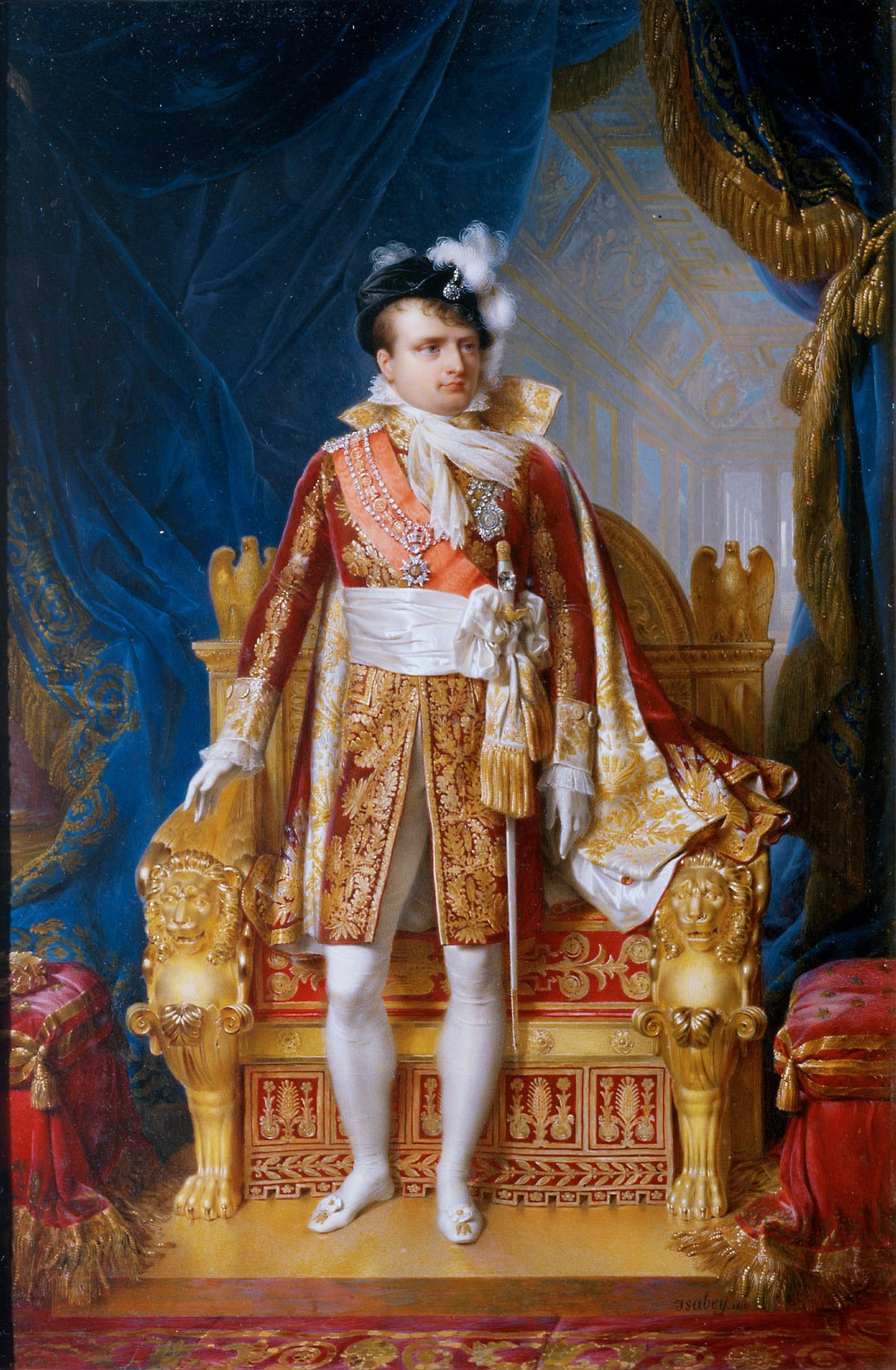
Napoleon I. (1810)
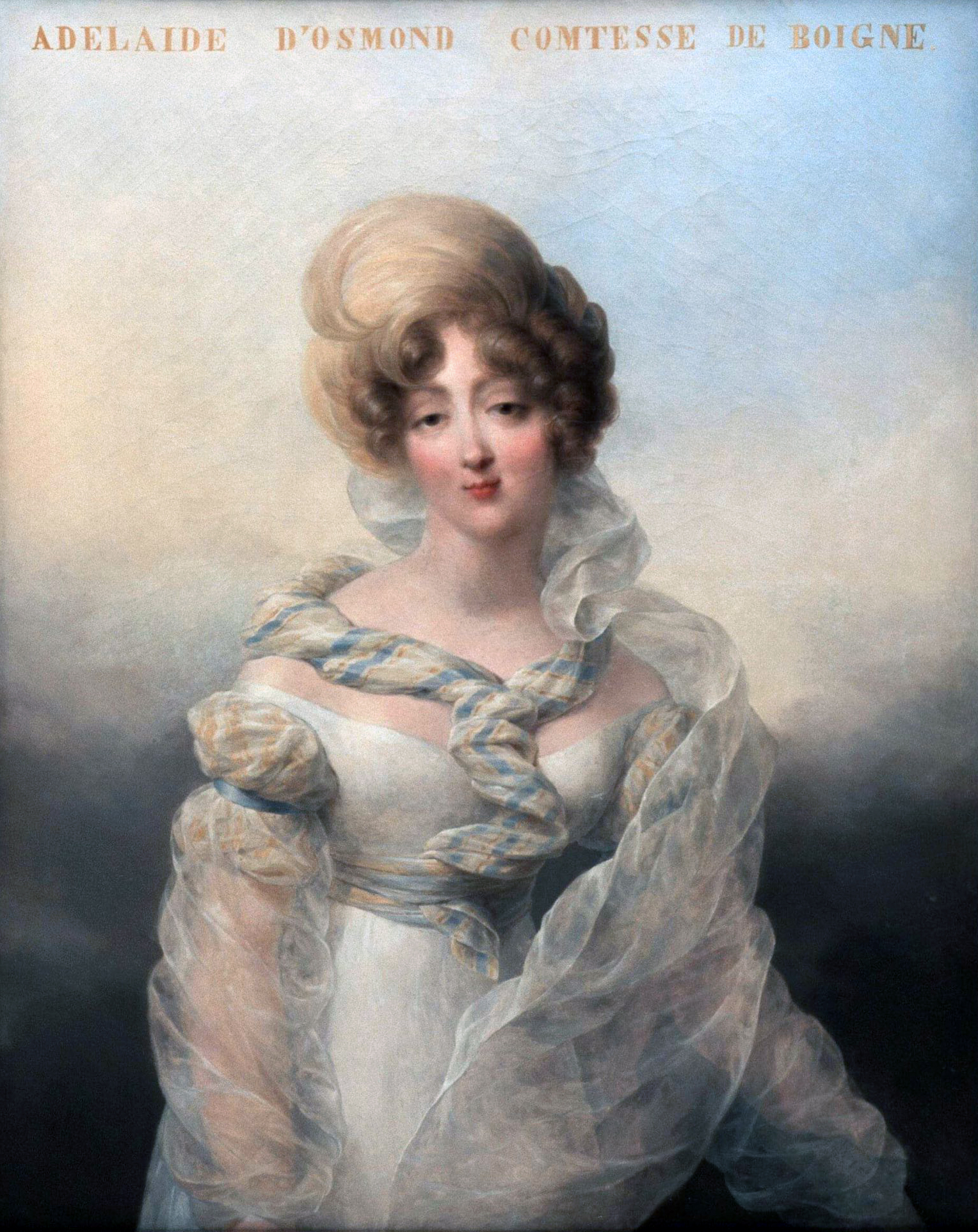
Adèle d’Osmond, comtesse de Boigne (1810)
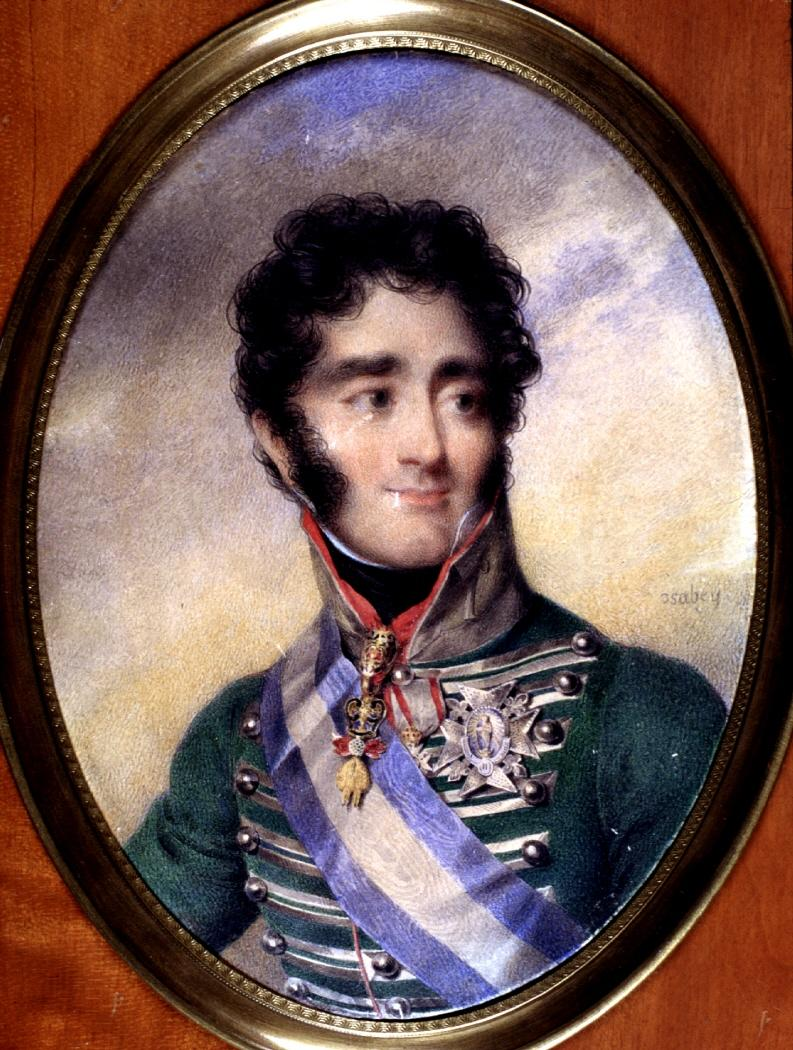
Carlos Gutierrez de los Ríos (1817)
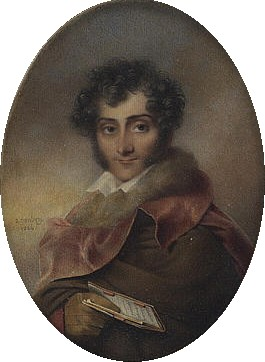
Victor d’Arlincourt (1824)
Christine Boyer